# Systematic Chaos
Systematic Chaos (в переводе с англ. — «Упорядоченный хаос») — девятый студийный альбом американской прогрессив-метал-группы Dream Theater, вышедший 4 июня 2007 года в Великобритании и 5 июня 2007 года в США.
Альбом записывался с сентября 2006 года по февраль 2007 года на студии Avatar Studios в Нью-Йорке, после первого перерыва от летних турне за последние 10 лет. Тексты композиций писались Джоном Петруччи, Джеймсом ЛаБри и Майком Портным и освещают, в основном, личные проблемы человека, а также социальные и политические.
Сразу после своего выхода альбом оказался в двадцатке лучших в чартах восьми стран мира; кроме того, альбом достиг девятнадцатой позиции в Billboard 200. Критики встретили альбом весьма положительно; Джон Эдли в интернет-обзорении MetalReview.com назвал группу «возможно, самой последовательной группой за всю историю прогрессивной рок / металл индустрии».
Для раскрутки альбома группой был организован кругосветный концертный тур под названием Chaos in Motion, который длился год и охватил 35 стран мира. Альбом был выпущен в аудиоформате, а также и специальным выпуском. Специальный выпуск включал формат 5.1 surround sound, в дополнение к 90-минутному документальному фильму о создании альбома.

## История создания альбома
После записи 1 апреля 2006 года  концерта в честь двадцатилетия группы под названием Score группа Dream Theater отдыхала целое лето — впервые за десять лет.
Группа возобновила работу в студии Avatar Studios в Нью-Йорке лишь в сентябре 2006 года. В одном из интервью Майк Портной заявил, что отношения в коллективе были «самыми лучшими, чем когда-либо прежде». Группа наняла звукорежиссёра Пола Нотфилда, ранее работавшего с группами, когда-то вдохновившими Dream Theater, включая Rush и Queensrÿche, записать альбом.
Как с предыдущими альбомами, Dream Theater для альбома «Systematic Chaos» одновременно писали материал и тут же его записывали на носитель.
Майк Портной и Джон Петруччи выступили продюсерами альбома; Портной сказал, что группа нанимает звукоинженера и микшер, чтобы иметь «объективное ухо со стороны», но участники в конечном счёте «будут всё решать сами». Хотя у Портного были некоторые предвзятые представления о «Systematic Chaos», он решил не высказывать их остальным участникам. Однако ударник действительно хотел сохранить «агрессивное и современное» настроение на всём альбоме, «у него [альбома] должна своя особенность» добавил он, и «это должно было быть круто».
Альбом был назван «Systematic Chaos» («Систематический/Упорядоченный хаос») не сразу. Майк Портной и Джон Петруччи долго рылись в текстах песен, которые, по их мнению, будут наиболее подходящи, так, как это было сделано со вторым студийником Images and Words. Они выбрали слово «хаос», которое появляется в композиции «The Dark Eternal Night». Петруччи и Портного привлекла фраза «Случайные мысли чёткого беспорядка», которая появляется в композиции «Constant Motion». Вдохновленные «дуальностью» фразы, они обсудили антонимы слова «хаос» и вышли на слово «систематический». В дополнение к альбому Портной сказал, что «упорядоченный хаос» является также «соответствующим описанием группы вообще».

## Выпуск альбома и тур в поддержку
И альбом в аудиоформате и специальный выпуск вышли 4 июня 2007 года в Великобритании и 5 июня 2007 года в США. Сами музыканты остались разочарованными контрактом с новым лейблом, аргументируя тем, что дирекция лейбла Warner Music Group предоставила меньшую свободу действия музыкантам. «Наш предыдущий лейбл полагал, что все за него должны делать фанаты… он просто давал нам деньги на запись и выкладывал диски в магазины», — сказал в одном интервью Майк Портной.
8 февраля 2007 года Dream Theater подписали соглашение с Roadrunner Records на выпуск нового альбома.
Systematic Chaos был почти написан и записан на момент заключения сделки. Как ни странно, Warner Music Group купили Roadrunner Records спустя неделю после того, как группа подписалась на Roadrunner Records. По словам Джеймса ЛаБри, Roadrunner выполнил все свои обещания по отношению к группе относительно поощрения альбома.
Майк Портной провел целый месяц, снимая и редактируя документальный фильм, который был назван им Chaos in Progress: The Making of Systematic Chaos(в переводе с англ. — «Хаос в расцвете: Как создавался Постоянный хаос»), который был выпущен на двух дисках как специальный выпуск альбома. Бонус-диск к специальному изданию также включал диск в формате 5.1 surround sound, включающего звуковые дорожки всего альбома. С 3 июня 2007 года до 4 июня 2008 года Dream Theater гастролировали по миру, давая концерты в поддержку альбома, которые и составили турне Chaos In Progress. Кругосветное турне вылилось в 115 концертов в тридцати пяти странах мира. часть концертов была снята и позднее составила пятый DVD группы, названный Chaos in Motion 2007–2008 и выпущенный 30 сентября 2008 года.

## Отзывы критиков
Отзывы критиков об альбоме в целом были положительные. Джон Эдли, в рецензии на MetalReview.com назвал альбом «ещё одной хорошей работой». Он хвалил Джона Петруччи за Systematic Chaos, говоря, что гитарные партии содержит «одни из лучших риффов, которые когда-либо выкладывал Петруччи». Кроме того, он назвал последнюю часть «The Dark Eternal Night» «самой сильной композицией до настоящего времени» у Dream Theater.
В обзоре для Metal Invader, Никос Пателис окрестил альбом «энергичным, острым, полным красивых мелодий, тяжёлых риффов и длинных эпических произведений». Он назвал музыкантов группы «четырьмя музыкантами, которые используют их инструменты, как будто они являются частью их тел» и добавил, что «Джеймс ЛаБри кажется более зрелым, чем когда-либо». В заключение Пателис подытожил: «Systematic Chaos превосходный альбом, и чтобы его переварить, нужно слушать много раз».
Грэг Прато из Allmusic пишет, что «„Forsaken“ закрывает рот тем, кто говорит, что Dream Theater склонны к инструментальным упражнениям более, нежели к написанию песен». Он также сравнил риффы в «The Dark Eternal Night» с группой Pantera.
В целом, он заявляет, что «квинтет придерживается прог-металлической стратегии, которую они выбрали с самого начала».
Рецензент Чад Бовар для About.com написал, что «In The Presence of Enemies - Part I» является «эффектной фишкой, устанавливающей тон для всего альбома».
В целом, Бовар дал альбому четыре из пяти звезд, называя его «одним из лучших творений», выпущенный группой «за долгое время».
Эндрю Блэки в рецензии на PopMatters раскритиковал альбом, заявив, что он полон «затянутых композиций и дряблых аранжировок» и что «диск задыхается от беззубости и явной скуки». Блэки добавил: «„The Dark Eternal Night“ — худшая композиция, которую когда-либо записывали эти приверженцы прог-металла».
Альбом попал в число двадцати пяти лучших в Великобритании и Австралии, где группа ранее никогда не оказывалась. В Соединенных Штатах альбом попал на 19 строку топ-200 журнала Billboard, став таким образом самым высоко поднявшимся в американских чартах альбомом группы на время его релиза. В целом, Systematic Chaos вошёл в 25 хорошо продаваемых альбомов в восьми странах мира.

## Позиции в чартах
| Чарт (2007)    | Позиция |
| -------------- | ------- |
| Billboard 200  | 19      |
| Канада         | 15      |
| Австралия      | 23      |
| Великобритания | 25      |
| Нидерланды     | 2       |
| Финляндия      | 3       |
| Норвегия       | 3       |
| Швеция         | 5       |
| Франция        | 14      |
| Швейцария      | 14      |
| Австралия      | 20      |
| Бельгия        | 44      |

## Список композиций
1. «In The Presence of Enemies - Part I» — 9:00
2. «Forsaken» — 5:36
3. «Constant Motion» — 6:55
4. «The Dark Eternal Night» — 8:54
5. «Repentance» — 10:43
6. «Prophets of War» — 6:24
7. «The Ministry of Lost Souls» — 14:57
8. «In The Presence of Enemies - Part II» — 16:38

## Участники записи
- Джеймс ЛаБри — вокал
- Джон Маянг — бас-гитара
- Джон Петруччи — гитара
- Майк Портной — ударные
- Джордан Рудесс — клавишные